# П'єр Ассулін
П'єр Ассулі́н (Pierre Assouline; нар. 17 квітня 1953, Касабланка) — французький письменник і журналіст.

## З біографії
Дитинство Ассулін провів у Касабланці, але його останні шкільні роки пройшли в Парижі, де він відвідував ліцей Жансон-де-Саї. Потім він навчався в Університеті Париж-Нантер та в Національному інституті східних мов і цивілізацій.

## Письменник і журналіст
Ассулін опублікував понад двадцять книг, зокрема кілька біографій, а також декілька тисяч статей і публікацій у газетах, журналах і на радіо. Він працював репортером і коментатором на різних радіостанціях, а сьогодні веде один із найбчитаніших літературних вебблогів у Франції.

### Критичне ставлення до Вікіпедії
У 2007 році П'єр Ассулін опублікував у своєму блозі кілька статей, які різко критикували Вікіпедію . Крім того, під його егідою було опубліковано збірку статей La Révolution Wikipédia: Les encyclopédies vont-elles mourir? (Англ.: The Wikipedia revolution: Will the (printed) encyclopedias die out?), який стосується функціонування та важливості зокрема французької Вікіпедії. Авторами були тодішні студенти факультету журналістики П'єр Гурден, Флоренс О'Келлі, Беатріс Роман-Амат, Дельфін Сулас і Тасіло фон Дросте цу Гюльсгофф; сам Ассулін написав передмову.
Частиною дослідження функціонування вікіпедії були навмисні акти вандалізму, здійснені авторами у Вікіпедії, щоб перевірити, чи будуть знову виправлені допущені помилки і як швидко.

## Вибрані твори
Біографії
- Monsieur Dassault. Balland, Paris 1983, ISBN 2-7158-0406-7.
- Gaston Gallimard. Un demi-siècle d'édition française. Neuaufl. Balland, Paris 2006, ISBN 2-07-033680-8.
- Une Éminence grise. Jean Jardin (1904—1976). Balland, Paris 1986, ISBN 2-7158-0607-8.
- Der Mann, der Picasso verkaufte. Daniel-Henry Kahnweiler und seine Künstler («L'Homme de l'art. D.-H. Kahnweiler, 1884—1979», 1988). Lübbe Verlag, Bergisch Gladbach 1990, ISBN 3-7857-0579-4.
- Albert Londres. Vie et mort d'un grand reporter (1884—1932). Balland, Paris 1989, ISBN 2-7158-0726-0.
- Simenon. Biographie. Julliard, Paris 2003, ISBN 2-07-038879-4 (Nachdr. d. Ausg. Paris 1992).
- Henri Cartier-Bresson. Das Auge des Jahrhunderts («Cartier-Bresson. L'oeil du siècle», 1999). Steidl Verlag, Göttingen 2005, ISBN 3-86521-183-6.
- Grâces lui soient rendues. Paul Durand-Ruel, le marchand des impressionnistes. Plon, Paris 2002, ISBN 2-259-19302-1.
- Lutetias Geheimnisse («Lutetia», 2005). Heyne Verlag, München 2008, ISBN 978-3-453-40532-5.
- Rosebud. Éclats de biographies. Gallimard, Paris 2006, ISBN 2-07-073230-4.
- Hergé. Biographie. Plon, Paris 1996, ISBN 2-259-18104-X.

Інтерв'ю
- Le Flâneur de la rive gauche. Entretiens. F. Bourin, Paris 1988, ISBN 2-87686-022-8 (zusammen mit Antoine Blondin)
- Singulièrement libre. Entretiens. Perrin, Paris 1990, ISBN 2-262-00717-9 (zusammen mit Raoul Girardet)
- Le dernier des Camondo. Gallimard, Paris 1997, ISBN 2-07-074554-6.

Проза
- Le fleuve Combelle. Calmann-Lévy, Paris 1997, ISBN 2-7021-2696-0.
- Die Kundin. Roman («La cliente», 1998). Persona, Mannheim 1999, ISBN 3-924652-28-7.
- «Double vie», 2000
- État limite. Roman. Gallimard, Paris 2005, ISBN 2-07-030525-2 (Collection folio; 4129)
- Les invités. 2009.
- Sigmaringen — roman. Gallimard. Paris 2015, ISBN 978-2-7046-5989-0.

Документальна література
- De nos envoyés spéciaux. Les coulisses du reportage. J.-C. Simoën, Paris 1977 (zusammen mit Philippe Dampenon).
- Lourdes. Histoires d'eau. A. Moreau, Paris 1980
- Les Nouveaux convertis. Enquête sur des chrétiens, des juifs et des musulmans pas comme les autres (Folio actuel; Bd. 30). A. Michel, Paris 1981, ISBN 2-07-032616-0.
- L'Épuration des intellectuels (1944—1945). Complexe, Brüssel 1990, ISBN 2-87027-353-3.
- Germinal. l'aventure d'un film. Fayard, Paris 1993, ISBN 2-213-03152-5.